# Kaylia Nemour
{{Info/esporte/atleta
```
|nome             = Kaylia Nemour
|imagem           = Gymnast Kaylia Nemour medalling on bars 2023.jpg
|tamanho          = 230px
|legenda          = 
|nacionalidade    = 
argelina

|data_nascimento  = 
30 de dezembro
 de 
2006
 
(18
 
anos)

|local_nascimento = 
Saint-Benoît-la-Forêt
, 
França

|altura           = 
|peso             = 
|clube            = Avoine-Beaumont
|medalhas         = |-
```

! Jogos Olímpicos
{{MedalGold|Paris 2024|[[Ginástica nos Jogos Olímpicos de Verão de 2024|}}
Kaylia Nemour (Saint-Benoît-la-Forêt, 30 de dezembro de 2006) é um ginasta artística argelina.

## Início da vida
Nemour nasceu em Saint-Benoît-la-Forêt, França, de mãe francesa e pai argelino. Os pais de seu pai eram da província de Jijel, tribo Beni Meslem, Argélia, tornando Kaylia e seu pai cidadãos duplos. Nemour foi criada na fé católica de sua mãe.

## Carreira

### Júnior
Ela começou a fazer ginástica quando tinha quatro anos. Nemour fez sua estreia internacional no Tournoi International de 2017, onde ficou em 16º lugar no geral na divisão espoir. Ela competiu em todos os quatro eventos do Top 12 Series 2, ajudando seu clube a vencer o confronto contra o Lyon.
O primeiro evento de Nemour em 2018 foi o Top 12 Series 3. Ela contribuiu nas barras assimétricas, trave de equilíbrio e exercícios de solo para a vitória de Avoine sobre Rouen. Então, na Série 4, ela competiu nas barras assimétricas e ajudou seu clube a vencer Haguenau. Na final do Top 12, ela competiu nas barras assimétricas e exercícios de solo, ajudando Avoine a ganhar a medalha de prata geral. No Campeonato Francês de 2018, ela terminou em sétimo lugar geral na divisão espoir.
Nemour competiu no salto, trave de equilíbrio e exercício de solo nas finais do Top 12 de 2019, ajudando Avoine a terminar em segundo. No Campeonato Francês, ela venceu o geral para sua divisão de idade; além disso, ela pontuou a mais alta no exercício de solo e barras assimétricas, e a terceira mais alta no salto. Em setembro, ela competiu no Campeonato do Mediterrâneo, onde ajudou a França a terminar em terceiro como uma equipe. Individualmente, Nemour ficou em primeiro lugar no geral, nas barras assimétricas e na trave de equilíbrio, em quarto lugar no salto e em quinto no exercício de solo.

### Sênior
Nemour tornou -se elegível por idade para a competição internacional sênior em 2022. Embora seu médico pessoal a tenha liberado para retomar o treinamento após as cirurgias no joelho, o médico da seleção francesa não estava disposto a fazê-lo. A Federação Francesa de Ginástica também queria que Nemour deixasse seu clube e treinasse em Paris sob sua supervisão, mas Nemour não queria. Como resultado, Nemour optou por mudar sua nacionalidade para representar a Argélia. Em julho, a Federação Internacional de Ginástica aprovou a mudança de nacionalidade; no entanto, como a Federação Francesa de Ginástica bloqueou a solicitação, Nemour não poderia representar a Argélia em competições sancionadas pela FIG (como Campeonatos Mundiais ou Campeonatos Africanos) até julho de 2023.
Em outubro, Nemour fez sua estreia pela Argélia no Campeonato Árabe , que não é um evento sancionado pela FIG. Enquanto estava lá, ela ajudou a Argélia a ganhar o ouro na competição por equipes. Individualmente, ela ganhou ouro nas barras assimétricas e prata na trave de equilíbrio atrás de Jana Abdelsalam.
Nemour começou o ano de 2024 competindo nas Copas do Mundo em Cottbus, Baku e Doha. Ela ganhou ouro nas barras assimétricas em todas as três competições. Em Baku, ela também ganhou um bronze no exercício de solo, e em Doha, ela ganhou prata na trave de equilíbrio e ouro no exercício de solo.
Nos Jogos Olímpicos, Nemour se classificou para a final das barras assimétricas em primeiro lugar, bem como para a final geral. Durante a final geral, Nemour marcou 55.899 e terminou em quinto lugar na competição, a colocação mais alta para uma ginasta africana em uma final geral olímpica. Durante a final das barras assimétricas, ela obteve uma pontuação de 15.700 para ganhar a medalha de ouro à frente de Qiu Qiyuan e Sunisa Lee. Ao fazê-lo, Nemour se tornou a primeira ginasta do continente africano a ganhar uma medalha de ouro olímpica na ginástica, bem como uma medalha olímpica de qualquer cor na ginástica.